# Cassuéjouls

Cassuéjouls este o comună în departamentul Aveyron din sudul Franței. În 1 ianuarie 2022 avea o populație de 106 de locuitori.